# Belarussische Badminton-Föderation
Die Belarussische Badminton-Föderation (belarussisch Беларуская федэрацыя бадмінтона) ist die oberste nationale administrative Organisation in der Sportart Badminton in der Belarus. Der Verband wurde 1992 gegründet. Er wird durch die belarussische Badmintonnationalmannschaft repräsentiert.

## Geschichte
Kurz nach seiner Gründung wurde der Verband 1992 Mitglied im kontinentalen Dachverband Badminton Europe, zu der Zeit noch als European Badminton Union firmierend, und ebenfalls Mitglied in der Badminton World Federation, damals als International Badminton Federation bekannt. 1992 starteten die nationalen Titelkämpfe und die Juniorentitelkämpfe.

## Bedeutende Veranstaltungen, Turniere und Ligen
- Belarus International
- Einzelmeisterschaft
- Mannschaftsmeisterschaft
- Juniorenmeisterschaft

## Bedeutende Persönlichkeiten
- Vladimir A. Chernicov – Präsident